# Stomachetosella collaris
Stomachetosella collaris is een mosdiertjessoort uit de familie van de Stomachetosellidae. De wetenschappelijke naam van de soort is, als Schizoporella collaris, voor het eerst geldig gepubliceerd in 1946 door Kluge.